# Consoante líquida
Uma consoante líquida ou simplesmente uma líquida é cada uma das chamadas consoantes vibrantes ou aproximantes que não são consideradas como semivogais.